# Sāsang
Sāsang (persiska: ساسنگ) är en ort i Iran.   Den ligger i provinsen Golestan, i den norra delen av landet, 400 km öster om huvudstaden Teheran. Sāsang ligger 761 meter över havet och antalet invånare är 350.
Terrängen runt Sāsang är kuperad åt nordost, men åt sydväst är den bergig. Runt Sāsang är det ganska glesbefolkat, med 48 invånare per kvadratkilometer. Närmaste större samhälle är Āzādshahr, 19,1 km väster om Sāsang. I omgivningarna runt Sāsang växer i huvudsak blandskog.